# Чистое (сельское поселение Белавинское)
Чистое — деревня (ранее посёлок) в Орехово-Зуевском городском округе Московской области России. Входила в состав сельского поселения Белавинское. Население — 34 чел. (2010).

## Расположение
Чистое расположено в восточной части Орехово-Зуевского района, примерно в 19 км к юго-востоку от города Орехово-Зуево. Рядом с деревней протекает река Нерская. Высота над уровнем моря 125 м.

## История
До 2006 года Чистое входило в Белавинский сельский округ Орехово-Зуевского района.

## Население
По переписи 2002 года в посёлке проживало 51 человек (26 мужчин, 25 женщин).
| 2002 | 2006 | 2010 |
| ---- | ---- | ---- |
| 51   | ↗78  | ↘34  |